# 安田良子
安田 良子（やすだ りょうこ、1984年3月28日 - ）は、東京都出身の元女優、元タレント。身長152cm、血液型はO型。既に引退している。

## 略歴
- 当初、放映プロジェクト芸能部に所属していた。
- 1998年『アイドルハイスクール 芸能女学館』に出演。番組内に同じ名前「りょうこ」として国仲涼子が居た関係で、背の低い安田が「ちび良」、安田より背が高い国仲が「デカ涼」と呼ばれた。
- 『人気者でいこう!』のレギュラー争奪オーディション企画に参加したのをきっかけに、2001年、アイドルグループ・BONITAの一員となる。
- 2003年4月7日から2003年9月まで、DS通信の月曜日を担当。
- 2004年、TBS系のドラマ30枠『桜咲くまで』に出演。
- 2006年より、グリーンチャンネル内の番組『After Racing Café』の6代目店長として、キャスターに挑戦。
- 近年、JVCエンタテインメントに所属していたが、2010年現在、同事務所のホームページに安田の名前は無い。

## 主な出演

### テレビドラマ
- ドラマ30「桜咲くまで」（2004年1月 - 3月、MBS製作・TBS系）
- ひるドラ「オーバー30」（2009年1月 - 2月、CBC製作・TBS系）

### その他テレビ番組
- アイドルハイスクール 芸能女学館（1998年4月 - 1999年3月、フジテレビ）
- ミュージック・ジャンプ（ガールズサイド）（1999年1月 - 2000年3月、NHK BS-2）番組内ユニット「MJ-Party」として活動。
- 人気者でいこう!（2000年 - 2001年9月、ABC/テレビ朝日系）
- 弾丸!ヒーローズ（2001年10月 - 2002年2月、ABC/テレビ朝日系）BONITAとして
- After Racing Cafe（2006年1月 - 12月、グリーンチャンネル）
- RIDE ON 22（2007年5月 - 12月、グリーンチャンネル）鈴木淑子ゾーンの1コーナー「今KIKE!」のナビゲーター。須田・桜井ゾーンの1コーナー「今週のG.I.A」で過去のデータを検証する「結果論子」役。
- グラビアの美少女（MONDO21）

### CM
- マクドナルド
- コカ・コーラ
- ピザーラ

## 出版

### 写真集
- 安田良子15歳ファースト写真集 良ぃ子（1999年4月、プランニングハウス）ISBN 4939073114

### ビデオ・DVD
- グラビアの美少女/安田良子 tomboy（2000年8月、日本コロムビア）
- 裸の15歳（2000年11月、ソフト・オン・デマンド）

### 雑誌
- 競馬王（2006年6月 - 、白夜書房）連載を担当

## ディスコグラフィー
BONITAの項を参照。